# Steyregg
Steyregg je město v Horních Rakousích v okrese Urfahr-okolí v Horních Rakousích. Příslušným soudním okresem je Urfahr-okolí. Žije zde přibližně 4 900 obyvatel.

## Geografie
Steyregg leží v nadmořské výšce 259 m v dolním Mühlviertelu, vzdáleno přibližně 6 km od centra hornorakouského hlavního města Lince (Linz). Šířka od severu k jihu činí 7,7 km a od západu na východ 8,1 km. Celková rozloha činí 33 km².

### Části města
- Götzelsdorf
- Hasenberg
- Holzwinden
- Lachtstatt
- Obernbergen
- Plesching
- Pulgarn
- Steyregg
- Windegg

### Sousední obce
- Engerwitzdorf
- Linec
- Luftenberg an der Donau

## Městský znak
Popis: Ve zlatém poli na černé skále stříbrná čtvercová věž s pocínovanou červenou střechou a černou hlavicí, dvě čelní stěny, na které je vpravo jedno a vlevo dvě černá otevřená okna.

## Historie
První osídlení místa Steyregg je doloženo archeologickými vykopávkami, již z mladší doby kamenné. Slovanské hroby tam ukazují osídlení v prvním století po Kristu. Ve středověku se rozvinulo několik osad na geograficky výhodných místech podél Dunaje, jako překladiště pro významný obchod se solí z jihu na sever. Pro rok 1111 je v této osadě s tavernami a kostelem doloženo, že zde byl předchůdce dnešního farního kostela. Stavba hradu Steyregg mohla započat kolem roku 1150. Tento se stále rozšiřoval a měnil často své majitele.
Ve 13. století byl Steyegg trhy pozvednut a již 1482 obdržel městská práva. Město zůstalo v následujících stoletích zastíněno hlavním zemským městem Lincem, které se u jižního břehu Dunaje rozvíjelo. Steyregg zůstal maloměstem, které bylo ovlivněno selskými usedlostmi.
Sklonek 19. století přinesl stavbou Summerauerské dráhy a Dunajského mostu městu velký rozvoj. Mezitím co druhá světová válka byla pro obyvatelstvo utrpením pro přímou blízkost podniků vojenské výroby Hermann Göringa v Linci, když byly cílem pumových útoků Spojenců. V posledních desetiletích nabylo město proslulosti hlavně díky životnímu prostředí a boji proti emisím těžkého průmyslu.
Na jihu maloměsta je pro volný čas sportovní zařízení s přírodním koupalištěm a zahrádkářskou kolonií.
Počátkem 21. století byl hrabětem Salm-Reifferscheidt symbol města, zámek Steyregg opraven, když po dlouhých 200 let byl prázdný.
Steyregg byl v roce 2007 místem konání závodů vodního lyžování v rámci Mistrovství světa.

## Pamětihodnosti

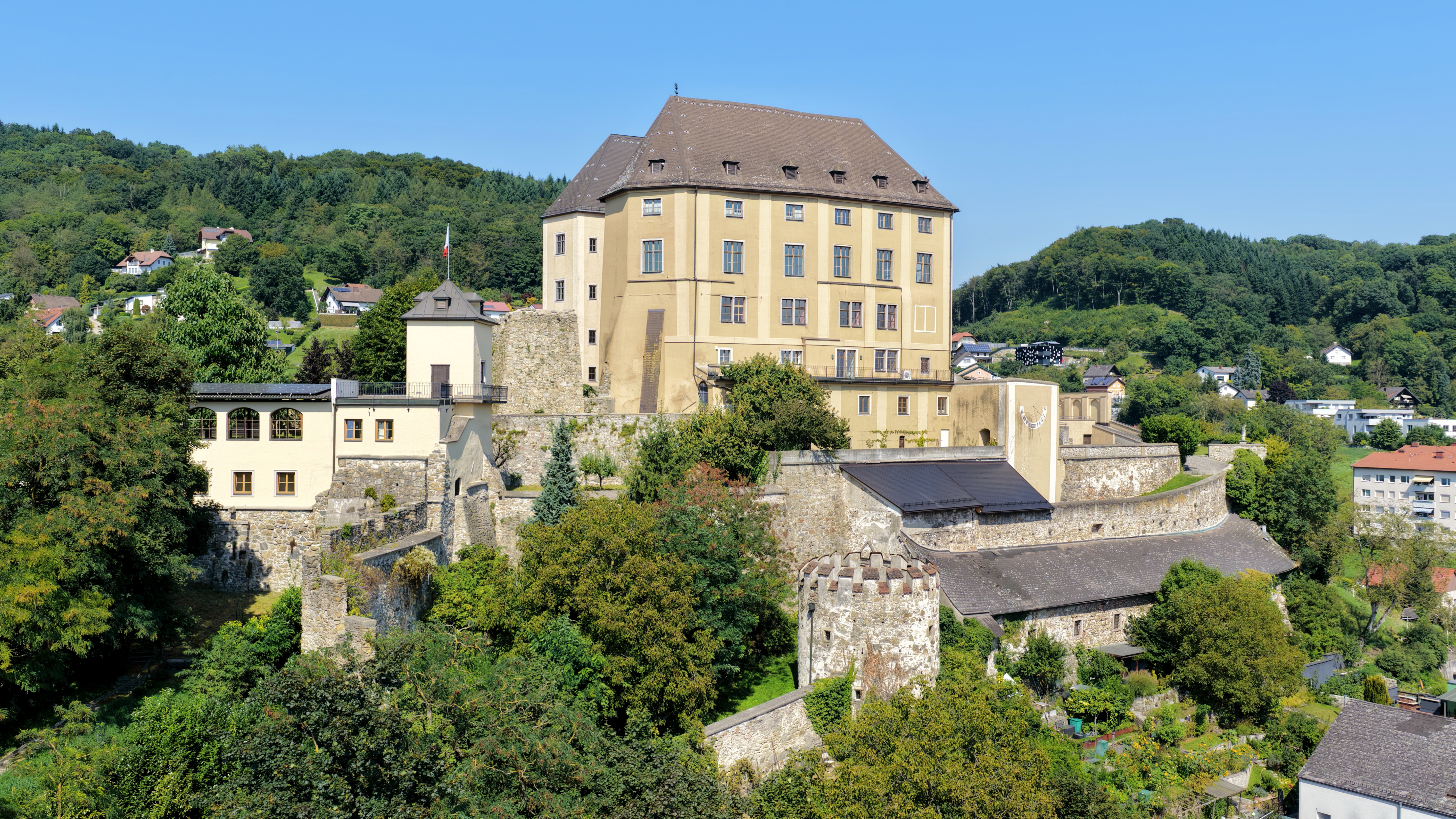
Zámek Steyregg

- Zámek Steyregg

## Vývoj počtu obyvatel
Počet obyvatel